# Бирюкова, Софья Сергеевна
Софья Сергеевна Бирюкова (род. 19 июля 1994, Москва) — российская фигуристка, выступавшая в одиночном катании. Бронзовый призёр Кубка России (2010), участница турниров Гран-при (2010—2013) и победительница Универсиады (2013). 
Мастер спорта России международного класса (2014). После завершения карьеры в одиночной дисциплине, выступала в парном катании. Совместно с Андреем Филоновым становилась бронзовым призёром Кубка России (2016).  

## Карьера
Бирюкова встала на коньки в семь лет. Первоначально выступала за спортивную школу «Москвич», где каталась под руководством Ольги Марковой. В 2007 году её тренером стала бронзовый призёр чемпионатов Европы Виктория Буцаева, с которой Бирюкова сотрудничала до конца карьеры в одиночном катании.
В сезоне 2011—2012 реально претендовала на поездку на чемпионат Европы, однако на российском первенстве не справилась с волнением и не попала в сборную. В декабре 2013 года была включена в состав сборной России на зимнюю Универсиаду в Италии.
На Универсиаде очень хорошо откатала короткую программу (с лучшим своим результатом) и захватила лидерство. На второй день, в сложной борьбе сумела сохранить первое место.
Однако напряжённый график соревнований сказался на чемпионате России (через 1,5 недели после Универсиады), она оказалась во второй половине турнирной таблицы на российском чемпионате. Через два месяца она приняла участие в Великом Новгороде в финале Кубка России, выступила правда не совсем удачно, заняла седьмое место. Однако сама Софья считает, что год удался, так как она восстанавливалась после травмы и делает ставку на следующий сезон.
Летом 2014 года фигуристка перешла в парное катание в группу Нины Мозер. Сначала у ней не заладилось с партнёром (Степанов перебрался в Санкт-Петербург) и тогда она стала выступать с Андреем Филоновым.
Первым серьёзным соревнованием пары стал национальный чемпионат на который они проходили запасными, но после ряда отказов фигуристы стартовали на турнире. Выступление было успешным пара финишировала в середине таблицы. Через два месяца они выступили в финале Кубка России, где заняли третье место.

## Результаты
(В паре с Андреем Филоновым)
| Соревнования       | 15/16 |
| ------------------ | ----- |
| Чемпионат России   | 7     |
| Финал Кубка России | 3     |

(Результаты выступлений в одиночном катании)
| Соревнования                | 09/10         | 10/11         | 11/12         | 12/13         | 13/14         |
| Международные               | Международные | Международные | Международные | Международные | Международные |
| --------------------------- | ------------- | ------------- | ------------- | ------------- | ------------- |
| Универсиада                 |               |               |               |               | 1             |
| Гран-при Китая              |               |               |               | 9             |               |
| Гран-при Японии             |               |               |               | 9             |               |
| Гран-при России             |               | 6             | 4             |               |               |
| Finlandia Trophy            |               | 7             | 1             |               |               |
| Кубок Ниццы                 |               | 6             |               |               |               |
| Международные среди юниоров |               |               |               |               |               |
| Гран-при Турции             | 2             |               |               |               |               |
| Национальные                |               |               |               |               |               |
| Чемпионат России            | 6             | 6             | 9             | 17            | 12            |
| Финал Кубка России          | 3             | 6             |               |               | 7             |
| ЧР среди юниоров            | 7             | 6             |               |               |               |

## Награды
- Благодарность Президента Российской Федерации (24 декабря 2013 года) — за высокие спортивные достижения на XXVI Всемирной зимней Универсиаде 2013 года в городе Трентино (Италия)[10]